# 蕗谷虹児記念館
蕗谷虹児記念館（ふきやこうじきねんかん）は、新潟県新発田市にある、新発田出身の挿絵画家蕗谷虹児の記念館である。
1987年に開館。蕗谷の原画や遺品などを展示する。ロシア正教会風の建物は、1998年に国の公共建築百選に選ばれている。
設計は内井昭蔵。隣接する新発田市民文化会館も内井による設計。

## 利用情報
- 開館時間 - 9時から17時
- 休館日 - 月曜日（祝日の場合翌日）12/29～1/3

## 交通アクセス
- JR白新線・羽越本線 新発田駅より徒歩15分

## 周辺
- 新発田市民文化会館・新発田市立歴史図書館（隣接）
- カトリック新発田教会
- アイネスしばた（防災公園）
- 新発田城・新発田城址公園
- 白壁兵舎